# Tangerine Dream
Tangerine Dream est un groupe allemand de musique électronique, originaire de Berlin. Le groupe est formé en 1967 par Edgar Froese qui étudie alors la peinture et la sculpture. Le groupe subit plusieurs changements de personnel au fil des années, Edgar Froese en étant le seul membre constant, jusqu'à sa mort survenue en 2015.
Le violoniste et violoncelliste Conrad Schnitzler et le batteur et compositeur Klaus Schulze sont les membres de la deuxième formation. Les compositions du groupe les plus marquantes et influentes sont les suivantes, pour les années 1970, Edgar Froese, Christopher Franke et Peter Baumann, et pour les années 1980, le trio de claviéristes Edgar Froese, Christoph Franke (Christopher Franke ; parfois aussi crédité Chris Franke sur certains albums) et Johannes Schmoelling.

## Biographie

### Origines
Instigateur du groupe, Edgar Froese est né le 6 juin 1944 à Tilsit (aujourd’hui Sovestsk), alors situé en territoire allemand de Prusse-Orientale et aujourd’hui en Russie. En 1964 se constitue le groupe The Ones. Edgar Froese en est le guitariste. Il est accompagné des musiciens suivants : Wilfried Detlef, Charlie Prince et Mick Auerbach. Ce groupe joue de la musique influencée par les Rolling Stones. En 1965, les Ones sont en Espagne, en Catalogne à Cadaquès port Lligat, pour se produire dans un bar durant l’été. Le hasard fait que ces musiciens ont l’occasion de côtoyer Salvador Dalí.
Le documentaire de Jean-Christophe Averty intitulé Autoportrait mou de Salvador Dali se déroulant à cette époque et dans cette région espagnole permet d’entrevoir l’atmosphère qui régnait alors et fait apparaître Edgar Froese pendant quelques instants. Cette rencontre avec Salvador Dalí est un véritable choc pour Froese. Elle marquera à vie le futur leader de Tangerine Dream et prédéterminera son cheminement artistique.
En 1966, The Ones produisent un single dont les titres sont Lady Greengrass et Love of Mine. Le groupe retourne à Cadaquès port Lligat où il interprète leur musique d'inauguration de la statue du Christ de Dalí. Mais la carrière de ces musiciens allemands ne décolle pas. Complètement désargentés, ils décident de se séparer.
En septembre 1967, Edgar Froese forme un nouveau groupe qui s’appelle d’abord Minus Plus puis Tangerine Dream. Cette formation est composée d'Edgar Froese à la guitare, Kurt Herkenburg à la basse, Lanse Hapshash à la batterie, Volker Hombach au violon et à la flûte, et Charles Prince est chargé des vocaux. Le groupe donne son premier concert en janvier 1968 à l'université technique de Berlin. Tangerine Dream joue alors du rock psychédélique, notamment au Zodiak Free Arts Lab de Berlin. La stabilité du groupe est loin d’être assurée par des musiciens qui vont et viennent. Des changements de personnel sont donc inévitables. Vont passer dans Tangerine Dream Paul Wheeler, Sven-Ake Johansson, Al Akhbar, Steve Leuwen et Nik Turner.
Après la rencontre de Dalí, Froese sait où il veut aller. Pour parfaire ses connaissances musicales, il suit des cours de composition dispensés au conservatoire de Berlin. Son professeur est Thomas Kessler, compositeur de musique contemporaine de renom. Les étudiants ont à leur disposition un véritable studio surnommé « Le Beat Studio » où ils peuvent répéter et enregistrer leurs recherches musicales et sonores. Dans la série de documentaires de la télévision allemande consacrée à la musique populaire de son pays, Kraut und Ruben, on peut voir Tangerine Dream et Thomas Kessler en plein travail. C’est dans ce « laboratoire » que Froese va rencontrer, en 1969, Steve Joliffe et Klaus Schulze. Ce dernier, élève de Thomas Kessler et ex-batteur free-rock de Psy Free, est recruté par Froese pour jouer la batterie. Un nouveau Tangerine Dream émerge pour quelques mois. Il devient un groupe de musique d’avant-garde. Cet aspect musique contemporaine s’accentue avec le départ de Steve Joliffe et son remplacement par le violoniste et violoncelliste Conrad Schnitzler.

### Période Pink (1970-1973)
Le groupe est formé en 1967, à Berlin, par Edgar Froese qui étudie alors la peinture et la sculpture. Le groupe subit plusieurs changements de personnel au fil des années.
Un premier album sort, c'est Electronic Meditation, en juin 1970,. Les musiciens qui participent à cette création le sont des compositeurs (Klaus Schulze, Edgar Froese et Conrad Schnitzler) ou de simples interprètes (Jimmy Jackson et Thomas Keyserling). Étrangement, ces deux derniers n'apparaissent pas sur la pochette du disque original. Cet album est davantage le souhait du producteur que celui du groupe. Il a en outre la particularité de ne pas être joué sur des instruments électroniques. Il faudra attendre que le synthétiseur modulaire, concept inventé en 1963 par Robert Moog et Donald Buchla mais jusque-là fabriqué à de rares exemplaires réservés à une élite fortunée, se démocratise par l'évolution de nouveaux composants électroniques plus précis et aussi commercialement plus abordables pour que Tangerine Dream puisse prendre son envol créatif.
Des dissensions se font jour à l'intérieur du groupe et Klaus Schulze, qui n'était encore que batteur et non claviériste, s'en va. Il est remplacé par le percussionniste Christopher Franke. Conrad Schnitzler part à son tour et il est remplacé par Steve Schroyder, autre claviériste et futur fondateur d’Augenstern. Edgar Froese, lui, est également de plus en plus attiré par les claviers, et sa guitare deviendra un instrument totalement secondaire dans les futurs albums de Tangerine Dream.
En 1971, un deuxième disque paraît, Alpha Centauri, dans lequel la guitare est quasiment absente et dont l'instrument central est une flûte accompagnée de morceaux aux claviers. Le personnel de cette production est composé d'Edgar Froese (orgues, basse et très rares guitares), Christopher Franke (percussions, flûte secondaire d'accompagnement, cithare très discrète, VCS 3 secondaire), Steve Schroyer (orgues et la plupart des effets spéciaux), Udo Dennebourg (le flûtiste, invité) et Roland Paulyck (invité lui aussi, un des très rares premiers spécialistes du synthétiseur VCS 3 à l'époque).
Steve Schroyer quitte ensuite Tangerine Dream, et est remplacé par Peter Baumann. Une nouvelle création, intitulée Zeit, voit le jour en 1972. Dès lors, Edgar Froese, Christoph Franke, Peter Baumann, Florian Fricke (du groupe Popol Vuh), Steve Schroyder, Christian Vallbrecht, Jochen Von Grumbcow, Hans Joachim Bruene et Johannes Luecke posent sur la couverture. Entre 1971 et 1977, Tangerine Dream se compose de Froese, Franke et Baumann.

### Période Virgin (1974-1984)
En 1974 sort le premier album du groupe sous la major Virgin Records, intitulé Phaedra. Le groupe donne, le 13 décembre, à 20 h 45, un concert exceptionnel en France à la cathédrale Notre-Dame de Reims, concert qui accueille entre cinq mille et six mille spectateurs (selon les estimations). L'heure est à l'ouverture de l'église, aux prêtres ouvriers, la religion se met à l'heure du renouveau spirituel qui traverse l'Occident à la période. Le concert fait date, non seulement en raison de la présence de Nico et de sa retransmission sur les ondes de France Inter et de la BBC, mais aussi en raison de l'état dans lequel le bâtiment est retrouvé le lendemain. Des déchets liés à la consommation de produits stupéfiants sont retrouvés, tout comme de l'urine dans les bénitiers, on témoigne d'actes sexuels lors de la représentation : tout cela fait scandale et force les autorités compétentes à purifier puis reconsacrer les lieux avant de le rendre au culte. Le groupe sera dorénavant persona non grata dans les lieux de culte catholique, et l'on peut voir dans le concert donné à la cathédrale de Coventry l'année suivante, en 1975, un dernier pied-de-nez de l'église anglicane à l'autorité papale.
En 1975 sort un nouvel album, Rubycon. C'est à cette époque que sort le premier album solo d'Edgar Froese, Aqua. Toujours en 1975, le groupe réalise le live quasi improvisé Ricochet. Au cours de cette même année, Peter Baumann prend congé du groupe pour aller à Katmandou. Il est alors remplacé pour la tournée en Australie par Michael Hoenig. Cette tournée inspire le second album solo d'Edgar Froese : Epsilon in Malaysian Pale. Il revient cependant pour enregistrer, en août 1976, Stratosfear. C'est à la même époque que William Friedkin, le réalisateur de French Connection et de L'Exorciste, contacte le groupe. C'est ainsi que la formation compose la bande originale de Sorcerer. Ce rapprochement de Tangerine Dream avec les États-Unis leur ouvre de nouvelles perspectives et donne lieu à la tournée qui aboutit à l'album live Encore.
En 1977, Peter Baumann quitte Tangerine Dream pour mener une carrière solo. Ce départ n’est pas sans poser des problèmes à la formation allemande qui est amenée à effectuer un de ses virages musicaux. Steve Joliffe et Klaus Krieger rejoignent le groupe.
En 1978, Pauline et l'ordinateur, film de Francis Fehr, utilise certains thèmes musicaux de Tangerine Dream. Cette même année, un disque est produit, Cyclone. Il n’est pas bien accueilli car pour une fois, il y a une chanson sur une création de Tangerine Dream. Le relatif échec de cette production conduit les musiciens à revoir leur évolution. Steve Joliffe quitte le groupe. En 1979, un nouveau disque paraît, Force Majeure. Le musicien Edvard Meyer est remercié pour sa participation à ce disque. Klaus Krieger s’en va ensuite.
En 1980, Tangerine Dream fait sa révolution en intégrant Johannes Schmoelling. Le son du groupe change et les productions s'enchaînent.
En 1985, Tangerine Dream sort un disque intitulé Le Parc où apparaissent, en plus du trio Froese, Franke et Schmoelling, le musicien Robert Kastler et, au chant, Katja Braunels et Clare Torry. C'est la première fois que le groupe utilise le sampling. Clare Torry, qui participe à l'album, est connue pour son chant sur l'album The Dark Side of the Moon de Pink Floyd.
Durant cette période, les morceaux de Tangerine Dream servent de générique à diverses émissions françaises : le disque Rubycon à L'Avenir du futur (1975-1989), émission scientifique française présentée par Robert Clarke ; le morceau Monolight, extrait d’Encore, à Objectif demain, et Beach Scene, de l'album Thief, pour La Planète bleue de Laurent Broomhead. Le morceau Le Parc devient le générique de la série télévisée américaine Tonnerre mécanique.

### Période Blue (1984-1988)
Mais les tournées et le rythme de travail en studio pour enregistrer les disques et les bandes originales de films sont telles qu’elles finissent par faire craquer Johannes Schmoelling, qui quitte le groupe en 1986.
Son remplacement ne tarde pas à s’effectuer. C’est Paul Haslinger, jeune musicien autrichien, qui, en 1986, prend la place laissée vacante. Le rythme de travail de Tangerine Dream reprend de plus belle. Le groupe produit et publie un album intitulé Tyger, où des titres sont chantés par Jocelyn Bernadette Smith. Il sort la musique du film Shy People avec des chansons interprétées par Jacquie Virgil et Diamond Ross. Il produit également la bande originale du film Legend, destiné au public américain, qui comprend un titre, Loved by the Sun, chanté par Jon Anderson du groupe Yes. Ce même disque comprend aussi la chanson Is Your Love Strong Enough?, composée et interprétée par Bryan Ferry, alors que ce dernier est accompagné à la guitare par David Gilmour du groupe Pink Floyd.

### Période Melrose (1988-1990)
En 1988, c’est au tour de Christoph Franke de jeter l’éponge, se plaignant de ne plus avoir de vie privée. Ce qui n’est au départ qu’une pause devient un départ définitif. Franke se lance dans une carrière solo et prend le prénom Christopher. Edgar Froese prend très mal ce départ, y voyant en quelque sorte une trahison. Il éprouve, depuis, un fort ressentiment à l’égard de Christopher Franke.
Tangerine Dream, réduit à un duo Edgar Froese et Paul Haslinger, continue son chemin. La musique du groupe continue à évoluer. Le musicien Ralf Wadephul apparaît en 1988 en composant un titre sur le disque Optical Race mais, alors qu'il aurait pu devenir un nouveau membre du groupe, il ne reste pas après la tournée suivante aux États-Unis.
En 1989, alors que le groupe allemand produit un second disque, apparaît un nouveau musicien dans la sphère de Tangerine Dream : il s'agit du fils d'Edgar Froese, Jerome Froese, qui joue de la guitare sur un morceau de l'album. Une sonorité nouvelle apparaît également sur ce nouveau disque, en l'occurrence le saxophone de Hubert Wadner. Si ce dernier n'est pas destiné à rester au sein du groupe, le saxophone va devenir un instrument que l'on va souvent rencontrer dans les futures productions de Tangerine Dream.
En 1990, Paul Haslinger quitte Tangerine Dream. En 1992, il rejoindra Peter Baumann et John Baxter pour fonder le très éphémère groupe Blue Room.

### Période Seattle (1991-1995)
Tangerine Dream devient un tandem Froese père et fils, avec Jerome Froese. En 1991, ces derniers composent I Just Want to Rule My Own Life Without You, pour un épisode de la série Tatort. Chi Coltrane chante ce titre, il apparaît comme le compositeur de ce titre alors qu'il n'en est que l'interprète.
En 1992, le groupe fait paraître l'album Rockoon où apparaît pour la première fois Zlatko Perica. En 1993 sort 220 Volt où, aux Froese et Perica, vient s'ajouter la saxophoniste Linda Spa. En plus de ce disque sort un simple où Jayney Klimek chante sur le titre Dreamtime. Ce dernier est uniquement instrumental sur 220 Volt.
Au cours des années 1990, Linda Spa et Zlatko Perica apparaissent aussi bien sur des disques de concert que des albums de studio. On les voit en photos sur les pochettes de disques en compagnie des Froese. Cela ne leur donne pourtant pas le statut de membre. Lorsque Linda Spa s'étonne d'être absente de certaines productions, Edgar Froese lui rappelle qu'elle n'est qu'une invitée, même si elle a fait quelques compositions. Les membres de Tangerine Dream sont uniquement les Froese. Les productions musicales continuent à évoluer, certaines se rapprochent de la musique techno. Tangerine Dream crée sa propre maison de disques.

### Période TDI (1996-2005)
D'autres musiciens apparaissent durant cette même période. Leur statut de musicien invité est plus évident pour les fans. On voit aussi leurs noms aussi bien sur disques enregistrés en public que des albums studio. Ce sont : Mark Hornby, Gerald Gradwohl et Emil Hachfeld.
En 2001, de nouvelles têtes apparaissent pour le concert à Varsovie, en Pologne. Il s'agit d'Iris Kulterer qui deviendra Iris Camaa, de Jacqueline Hechavarria et de Kasia Stankiewicz (pl). Des trois, on retrouvera seulement Iris Camaa en d'autres occasions. Sont aussi présents à cette prestation publique les Froese et Gerald Gradwohl.
Le duo Edgar et Jerome Froese produit beaucoup au cours de cette nouvelle décennie. Si Jerome se sent proche de la musique techno, Edgar conçoit des projets concepts qui vont devenir autant de concerts. Tangerine Dream enregistre ainsi en 2002 le premier volet de Divine comédie de Dante, Inferno. Les membres sont les suivants : les Froese, Iris Kulterer qui devient peu à peu une habituée des disques de Tangerine Dream et les voix de Jayney Klimek, Barbara Kindermann, Claire Foquet, Jane Monet, Bianca Acquaye et Bry Gonzales. L’accueil des fans est mitigé pour cette production où interviennent entre autres des voix lyriques. Les autres volets seront également peu appréciés par les fans.
En 2004 sort  Purgatorio, suite de Divine comédie. Les musiciens sont les suivants : les Froese, Iris Kulterer et les voix de Barbara Kindermann, Tatjana Kouchev, Saskia Klumpp et Bianca Acquaye. Cette dernière devient la seconde épouse d’Edgar Froese. Sa première compagne Monique Froese, connue aussi sous les noms de Monica Froese ou Monika Froese, étant morte en 2000.

### Période Eastgate (depuis 2005)

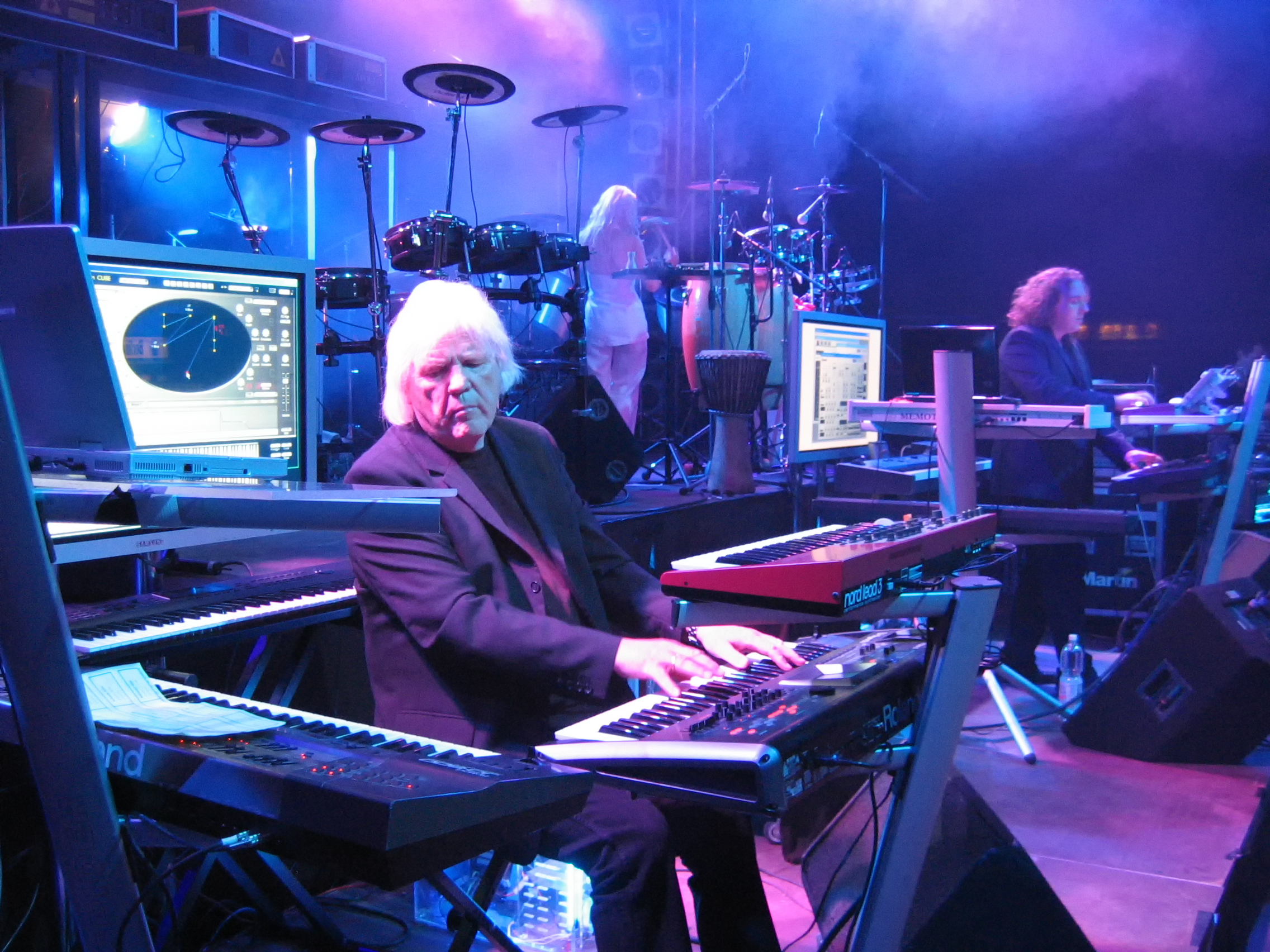
Concert de Tangerine Dream en 2007.

En 2005, Tangerine Dream sort Jeanne d’Arc - la révolte éternelle. Les musiciens présents sont les Froese, Iris Camaa, Linda Spa qui ne participait plus aux productions de groupe depuis quelques années et un nouveau venu, Thorsten Quaeschning, qui va prendre de plus en plus de place au fil du temps au sein du groupe du fait qu’il compose. En 2006 sort un DVD intitulé Live at the Tempodrome Berlin 2006. Ce concert est organisé en septembre 2006 pour fêter les quarante ans de Tangerine Dream. Les musiciens sont les suivants : Froese, Iris Camaa, Thorsten Quaeschning, Linda Spa, le revenant Gerald Gradwohl (que l’on verra lors des concerts à venir), et Bernhard Beibl, nouvel arrivant amené à participer à d’autres productions d’albums et de concerts. Jerome Froese apparaît pour la dernière fois sur une création de Tangerine Dream car il va bientôt partir.
Paradiso, qui clôt la suite de Dante, paraît en 2006. Jerome Froese n'est plus là et les fans se posent des questions. Pour beaucoup d’entre eux, l'absent s'est mis en congé de Tangerine Dream, mais va revenir. Sur la pochette de Paradiso apparaissent Edgar Froese, Thorsten Quaeschning, Linda Spa, Iris Camaa, pour les voix, Jayney Klimek, Barbara Kindermann, Tatjana Kouchev, Saskia Klumpp, Bianca Acquaye et Fridolin Johann Harms ; pour les voix d’enfants, le Brandenburg Symphonic Orchestra (direction Michael Helmrath) et finalement les Chœurs du Neuer Kammerchor de Potsdam (sous la direction d'Ud Joffe).
Les fans doivent se rendre à l’évidence, comme a dû le faire sûrement avec beaucoup de difficultés Edgar Froese : Jerome Froese poursuit une carrière solo. Les idées divergentes sur l'orientation à prendre par Tangerine Dream sont sûrement à l'origine de cette séparation, voire de cette rupture. Tangerine Dream continue son chemin, en produisant toujours autant.
En 2007 sort le nouveau disque Madcap’s Flaming Duty. C’est un choc pour les fans de la première heure devant un album complet de chansons. Les avis sont très tranchés : pour certains, c’est très mauvais mais, pour d’autres, les opinions sont bien plus nuancées. Les musiciens sont les suivants : Edgar Froese, Thorsten Quaeschning, Bernhard Beibl, Linda Spa, Iris Camaa, Gynt Beator, Thomas Beator, et aux vocaux Chris Hausl.
Dans la foulée, Tangerine Dream produit Springtime in Nagasaki. Les deux musiciens compositeurs de cet album sont Edgar Froese et Thorsten Quaeschning. En 2008, après la sortie d’autres disques, on peut avoir le sentiment qu’Edgar Froese et Thorsten Quaeschning sont les têtes pensantes du groupe et que Linda Spa, Iris Camaa, Bernard Beibl, Gerald Gradwohl et même Zlato Perica (qui a refait son apparition en 2005 lors d’un concert) ne font que les accompagner lorsque Tangerine Dream en a besoin.
En 2013, le groupe participe à la bande son du jeu vidéo Grand Theft Auto V, pour lequel il compose des titres inédits.
Le 20 janvier 2015, Edgar Froese meurt d'une embolie pulmonaire à Vienne, en Autriche. Il était le dernier membre constant du groupe.
La même année, la nouvelle formation collabore avec Peter Baumann à un album hommage à Edgar Froese, Quantum Gate.
À partir de 2016, le groupe donne de nouveau des concerts, selon la volonté d'Edgard Froese, les nouveaux membres étant Thorsten Quaeschning, Ulrich Schnauss et la violoniste Hoshiko Yamane (en). En 2019, sort le disque Recurring Dreams, une composition d'anciens titres revisités.

## Concerts
La première quinzaine d’années de la carrière de Tangerine Dream est marquée par des concerts improvisés. Chaque apparition publique du groupe allemand est donc un événement pour les fans. Les concerts étant improvisés, les morceaux joués sont tous différents (bien qu’avec certaines mélodies ou arrangements communs pour les concerts proches chronologiquement), aussi de nombreux enregistrements pirates ont été faits par les fans présents sur place. Ceux-ci ont par la suite été collectés et publiés officieusement mais avec l'aval du groupe sous l’intitulé Tangerine Tree pour les enregistrements de bonne qualité, et Tangerine Leaves pour ceux de qualité moindre. Cette période fait place à une seconde, où aidé par la technique de plus en plus sophistiquée, Tangerine Dream produit des concerts « très bien huilés » durant lesquels ce que peut entendre le spectateur est très proche du CD, voire identique au CD.

## Style musical
Sa production étant au départ assez différente de ce que la jeune génération pouvait entendre dans les années 1970, et parce que ses créations ont été très diverses au fil du temps selon la composition du groupe, cette formation a reçu un certain nombre de qualificatifs. Ce groupe qui reste relativement inclassable pose des problèmes aux disquaires. Selon les magasins, on trouvera ainsi Tangerine Dream classé en variétés internationales, rock progressif, musique électronique, musique planante, krautrock, rock électronique, ambient, et new age.
Caractérisée par l'usage quasi-exclusif de synthétiseurs, la musique de Tangerine Dream se rattache au courant de la musique électronique ; cependant les membres du groupe sont fortement en désaccord avec l'étiquette new age.

## Membres
Nombreux sont les musiciens ayant joué au sein de Tangerine Dream et il est difficile de distinguer ceux qui en ont été des membres à part entière, ceux qui ont rejoint le groupe à titre d'invités et ceux qui n'ont fait qu'y participer en concert. La présence de personnes sur un certain nombre de disques et pendant un temps non négligeable peut faire croire aux fans que celles-ci sont des membres à part entière. Or, lorsque ces musiciens quittent la sphère Tangerine Dream, on apprend que, dans le cadre de ce dernier, lesdits musiciens n'étaient que des invités.

## Discographie
Edgar Froese divise le cheminement de son groupe en diverses périodes : Pink (1970-1973), Virgin (1974-1984), Blue (1984-1988), Melrose (1988-1990), Seattle (1991-1995), TDI (1996-2005), et Eastgate (depuis 2005).
Entre 1970 et 2008, Tangerine Dream a vendu vingt-sept millions de disques.

## Albums hommage
- The Keep par les Fantasy Merchants (1995)
- Tangerine ambience a tribute to Tangerine Dream par divers artistes (1996)
- Tangerine ambience a tribute to Tangerine Dream vol. 2 par divers artistes (1997)
- Towards Evening Star par The Orb (1997)

## Vidéographie

### Clips
- Acid of Virgin Music (1979)[14]
- Canyon dreams (1987)
- Rumpelstiltskin (1991)
- Three phases (1993)
- Oasis (1997)
- The Video Dreams Mixes (1997)
- Live in America 1992 (2003) (même que Three Phases)
- L’Inferno (2004)[15]
- Dante’s inferno (2006)
- Live at he Tempodrome Berlin (2007)
- Live at Coventry cathedral 75 (2007)[16]
- 35th phaedra anniversary concert (2007)
- Madcap’s flaming duty (2007)
- Orange odyssey (2007)
- London Astoria club concert (2007)
- One night in space (2007)
- The Epsilon journey DVD Tangerine Dream plays Edgar Froese Live in Eindhoven/ Netherlands (2008)
- Loreley DVD – The open air concert above the river Rhine (juillet 2008)

### Filmographie
Il s'agit ici de films de cinéma, de télévision et de séries TV. La musique a été composée pour la production filmée ou le réalisateur a emprunté des thèmes musicaux de disques afin d'illustrer sa création. La plupart des bandes sons inédites sont incluses dans la série de disques pirates cinema lost cinema found et les morceaux de musique de la série télévisée Tonnerre mécanique dans le CD bootleg Streethawk demo Rough Edits, qui sont l'enregistrement des différentes plages musicales à partir des épisodes de la série.
Particularité, la musique du film Underground est originale et illustre un film dans lequel Edgar Froese est acteur. Cette création oubliée a été retrouvée par un fan.
- 1968 : Der Meteor
- 1969 : Underground
- 1972 : Geradeaus bis zum morgen
- 1977 : Pauline et l'ordinateur
- 1977 : Le Convoi de la peur (Sorcerer), de William Friedkin
- 1978 : Kneuss
- 1978 : Game Over
- 1981 : Dead Kids (ou Small Town Massacre ou Strange Behavior)
- 1981 : Le Solitaire (Thief), de Michael Mann
- 1982 : Le Soldat (The Soldier)
- 1982 : Identification d'une femme de Michelangelo Antonioni
- 1982, 1983 et 1991 : Tatort
- 1983 : Risky Business
- 1983 : La Forteresse noire (The Keep), de Michael Mann
- 1984 : Charlie (Firestarter)
- 1984 : Onde de choc (Wavelength)
- 1984 : Flashpoint
- 1984 : Atout cœur (Heartbreakers)
- 1985 : Fright Night
- 1985 : Chaleur rouge (Red Heat)
- 1985 : Tonnerre mécanique (Streethawk)
- 1985 : Versteckt (Forbidden)
- 1985 : Vision Quest (Crazy for You)
- 1985 : Legend de Ridley Scott
- 1986 : Zoning
- 1986 : Nightmare City
- 1986 : Objectif Central Park (The Park is Mine)
- 1987 : Canyon Dreams
- 1987 : Deadly Care
- 1987 : Tonight’s the Night (Game of Love)
- 1987 : Three O’clock High
- 1987 : Le Bayou (Shy People)
- 1987 : Aux frontières de l'aube (Near Dark)
- 1988 : Red Nights
- 1988 : Dead Solid Perfect
- 1989 : Appel d'urgence (Miracle Mile)
- 1989 : Destination Berlin
- 1990 : Rainbow Drive
- 1992 : L’Affaire Walraff (The Man Inside)
- 1992 : Rumpelstilskin
- 1993 : The Switch
- 1996 : Memphis PD : War on the Streets
- 1997 : Oasis
- 1998 : Transsiberia
- 1998 : Luminous Visions
- 1999 : What a Blast (Architecture in Motion)
- 2000 : Great Wall of China
- 2003 : Mota Atma
- 2008 : Les Astres Noirs

## Fiction
Tangerine Dream est le nom d'une planète dans le Cycle des Inhibiteurs d'Alastair Reynolds.

### Documentaires
- 2012 : Rock Goes to the Cathedral - Reims 1974, réalisation Benoit Garel, film documentaire diffusé le 15 décembre 2012 à 15h30 sur France 3 Champagne-Ardennes, Alsace, Lorraine et disponible en streaming durant 7 jours sur france3champagneardenne.fr. C'est un retour sur le mythique concert, organisé par Musique Action Reims avec Tangerine Dream et Nico, qui s'était déroulé dans la Cathédrale de Reims et qui avait défrayé la chronique à l'époque.